# Braddan
Braddan è una parrocchia dell'Isola di Man situata nello sheading di Middle con 3.586 abitanti (censimento 2011).
Nel 1291, nella chiesa locale (dedicata a san Bradano) venne tenuto un sinodo presieduto da Marco, vescovo di Sodor.